# Naturschutzgebiet Oberlauf der Rümmecke
Das Naturschutzgebiet Oberlauf der Rümmecke mit einer Größe von 21,4 ha liegt nördlich von Hellefeld im Stadtgebiet von Sundern (Sauerland). Das Gebiet wurde 1993 mit dem Landschaftsplan Sundern durch den Hochsauerlandkreis als Naturschutzgebiet (NSG) mit einer Flächengröße von 8,6 ha ausgewiesen. Bei der Neuaufstellung des Landschaftsplanes Sundern wurde das NSG erneut ausgewiesen und vergrößert. Westlich liegt ein früheres Munitionsdepot der belgischen Armee und heutiges Kompostwerk Hellefelder Höhe. Das NSG grenzt direkt an das Landschaftsschutzgebiet Sundern an. Es geht im Osten bis an die Stadtgrenze zu Meschede, wo sich das Naturschutzgebiet Rümmecketal anschließt.

## Gebietsbeschreibung
Es handelt sich um dem Oberlauf der naturnahen und überwiegend von einem Erlenufergehölz begleitete Rümmecke-Bachlauf. Im Quellbereich der Rümmecke befindet sich ein Torfmoos-Erlenbruch. Der Talraum beidseits des Baches außerhalb des NSG bestimmen Fichtenforste. Fichten stehen teilweise auch in den Randbereichen des Erlenbruches im NSG.

## Schutzzweck
Das NSG soll das Gebiet mit den dortigen Arten schützen. Wie bei allen Naturschutzgebieten in Deutschland wurde in der Schutzausweisung darauf hingewiesen, dass das Gebiet „wegen der Seltenheit, besonderen Eigenart und Schönheit des Gebietes“ zum Naturschutzgebiet wurde.